# The Grand Babylon Hotel
The Grand Babylon Hotel é um filme mudo britânico de 1916, do gênero suspense, dirigido por Frank Wilson, baseado no romance The Grand Babylon Hotel, de Arnold Bennett.